# Сергеев, Юрий Анатольевич
Юрий Анатольевич Сергеев (укр. Юрій Анатолійович Сергеєв; род. 5 февраля 1956, Ленинакан, Армянская ССР, СССР) — украинский дипломат. Чрезвычайный и Полномочный Посол Украины во Франции (2003—2007). Чрезвычайный и Полномочный Посол Украины в Греции (1997—2000). Постоянный представитель Украины при ООН (2007—2015).

## Биография
Родился 5 февраля 1956 года в Ленинакане, Армянская ССР.
Учился в Киевском высшем общевойсковом училище им. М. Фрунзе, в 1981 году окончил Киевский государственный университет им. Т. Шевченко, филолог-преподаватель. Кандидат филологических наук, доцент. Профессор Йельского университета
Владеет иностранными языками: английским, русским и французским.

## Трудовая деятельность
С 1981 по 1989 год ассистент кафедры филологического факультета Киевского государственного университета им. Т. Г. Шевченко.
С 1989 по 1992 год — доцент кафедры филологического факультета, заместитель директора Института украиноведения при Киевском государственном университете им. Т. Г. Шевченко.
С апреля 1992 по сентябрь 1993 года — руководитель пресс-центра МИД Украины.
С сентября 1993 по август 1994 года — начальник управления информации МИД Украины.
С августа по декабрь 1994 года — руководитель секретариата министра иностранных дел Украины.
С декабря 1994 по январь 1997 года — начальник управления информации МИД Украины.
С января по ноябрь 1997 года — советник-посланник посольства Украины в Великобритании и Северной Ирландии.
С 6 ноября 1997 по 15 декабря 2000 года — чрезвычайный и полномочный посол Украины в Греческой Республике.
С 20 августа 1999 по 15 декабря 2000 года — чрезвычайный и полномочный посол Украины в Республике Албания по совместительству.
С 15 декабря 2000 по 14 февраля 2001 года — руководитель главного управления по вопросам внешней политики администрации президента Украины.
С 14 февраля по 24 июля 2001 года — первый заместитель министра иностранных дел Украины.
С 24 июля 2001 по 3 марта 2003 года — государственный секретарь МИД Украины.

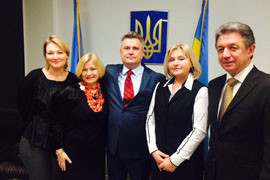
В помещении Постпредства Украины при ООН, 2015 год

С 3 марта 2003 по 18 апреля 2007 года — чрезвычайный и полномочный посол Украины во Франции, постоянный представитель Украины при ЮНЕСКО.
С 18 апреля 2007 по 9 декабря 2015 года — постоянный представитель Украины при ООН.
С 17 июня 2008 по 9 декабря 2015 года — чрезвычайный и полномочный посол Украины в Содружестве Багамских островов по совместительству.
8 февраля 2016 года бывший постоянный представитель Украины в ООН Юрий Сергеев сообщил о своём решении покинуть Министерство иностранных дел Украины и уйти на пенсию.
После ухода с государственной службы, Сергеев перешёл на работу в качестве преподавателя в центр международных и региональных исследований Йельского университета (англ. MacMillan Center for International and Regional Studies at Yale University).

## Дипломатический ранг
Чрезвычайный и Полномочный посол Украины (2000).

## Награды
- орден «За заслуги» II степени (2007)[20]

## Критика
В марте 2018 года во время допроса в качестве свидетеля со стороны защиты по делу о госизмене экс-президента Украины Виктора Януковича, экс-министр иностранных дел Украины Леонид Кожара заявил суду, что Сергеев «сотрудничал со спецслужбами иностранных государств», поскольку без этого «не смог бы получить разрешение на работу в США» после ухода с должности постоянного представителя Украины при ООН. Сергеев эти обвинения опроверг, заявив, что «находится в США по временной академической визе, преподавая в Йельском университете». И «американской рабочей визы не имеет».